# Green Lake (Southland)
Der Green Lake ist ein vor ca. 12.000–13.000 Jahren durch einen größten bekannten Erdrutsche der Welt entstandener See in der Region Southland auf der Südinsel von Neuseeland.

## Geographie
Der rund 4,78 km² große See befindet sich im südlichen Teil der Hunter Mountains, rund 3,5 km nordnordöstlich des Lake Monowai und rund 29 km südwestlich von Manapouri. Damit befindet sich der See noch im südöstlichen Teil des Fiordland National Parks. Der Green Lake besitzt eine Länge von rund 2,9 km in Nordnordwest-Südsüdost-Richtung und eine maximale Breite von rund 2,4 km Westsüdwest-Ostnordost-Richtung. Die Seehöhe des Green Lake, der nur wenige Streams als Zuflüsse besitzt, aber über keinen regulären Abfluss verfügt, beträgt 822 m.
Rund 420 m westnordwestlich befindet sich ein kleinerer See, gefolgt von dem rund 220 m angrenzenden und rund 40 Hektar großen Island Lake.

## Geschichte
Geologen zufolge soll vor ca. 12.000–13.000 Jahren der Einsturz des rund 1500 m hohen Bergrückens auf der Ostseite des ehemaligen Tals des nördlichen Teils des Lake Monowai auch zum Zusammensturz eines rund 9 km langen Abschnitts der südlichen Hunter Mountains weiter östlich gelegen, geführt haben. Schätzungen gehen davon aus, dass sich vermutlich durch ein extrem starkes Erdbeben ein Felsvolumen von ca. 27 km³ auf einer Fläche von rund 45 km² in Bewegung gesetzt und so die Landschaft neu gestaltete hat. Mit seinen gigantischen Ausmaßen zählt der Erdrutsch zu den bisher größten bekannten subaerischen Erdrutschen der Welt. Durch die Verformungen der Oberfläche entstanden u. a. vier Becken, von denen sich drei mit Wasser füllten. In zwei von diesen Becken sind u. a. die Seen Green Lake und Island Lake entstanden.
Ein See, der durch die Erdbewegungen im heutigen Tal des Grebe River entstanden war, füllte sich später mit Sedimenten und verschwand vor ca. 11.000–11.500 Jahren wieder und fiel vor ca. 8600–9000 Jahren gänzlich trocken.